# 從不介意
《從不介意》（英文：Nevermind）是美國知名油漬搖滾樂團超脫樂團所發行的第二張錄音室專輯，也是該樂團首張在DGC唱片發行的專輯，主唱科特·柯本想要將音樂跳脫出西雅圖油漬搖滾的背景限制，像是受到了許多樂團的影響，如小妖精樂團，因而這次在專輯中使用了許多氣氛反差的手法，而這也是第一張有鼓手戴夫·格羅爾參與的專輯。
儘管這張專輯原本被樂團與唱片公司認為在商業上並不會成功，但卻於1991年的年底獲得了巨大的成功，很大的關鍵在於該專輯的首支單曲Smells Like Teen Spirit，而專輯在1992年1月取代了迈克尔·杰克逊的Dangerous登上美國告示牌二百強專輯榜榜首，該專輯之後也發行了其它三首成功的單曲，分別是〈Come As You Are〉、〈Lithium〉與〈In Bloom〉，美國唱片業協會（RIAA）給予了此專輯鑽石認證（於美國超過1000萬張出貨），而於全球也已出售超過3000萬張。
《從不介意》也是把另類搖滾帶到主流觀眾的推手其中之一，而此專輯也常被雜誌排名在史上最偉大專輯之一，像是滾石雜誌與時代雜誌。

## 收錄曲目
| 曲序     | 曲目                    | 备注                                              | 时长  |
| -------- | ----------------------- | ------------------------------------------------- | ----- |
| 1.       | Smells Like Teen Spirit | 詞曲：科特·柯本、戴夫·格羅爾、克里斯特·諾弗賽立克 | 5:01  |
| 2.       | In Bloom                |                                                   | 4:14  |
| 3.       | Come as You Are         |                                                   | 3:39  |
| 4.       | Breed                   |                                                   | 3:03  |
| 5.       | Lithium                 |                                                   | 4:17  |
| 6.       | Polly                   |                                                   | 2:57  |
| 7.       | Territorial Pissings    | 詞曲：科特·柯本、Chet Powers                      | 2:23  |
| 8.       | Drain You               |                                                   | 3:43  |
| 9.       | Lounge Act              |                                                   | 2:36  |
| 10.      | Stay Away               |                                                   | 3:32  |
| 11.      | On a Plain              |                                                   | 3:16  |
| 12.      | Something in the Way    |                                                   | 20:35 |
| 总时长： | 总时长：                | 总时长：                                          | 59:23 |

備註
第12曲〈Something in the Way〉實際僅長3分52秒，歌曲結束後有10分鐘的留白，接著出現隱藏曲目〈Endless, Nameless〉，長6分43秒。